# Irie Révoltés

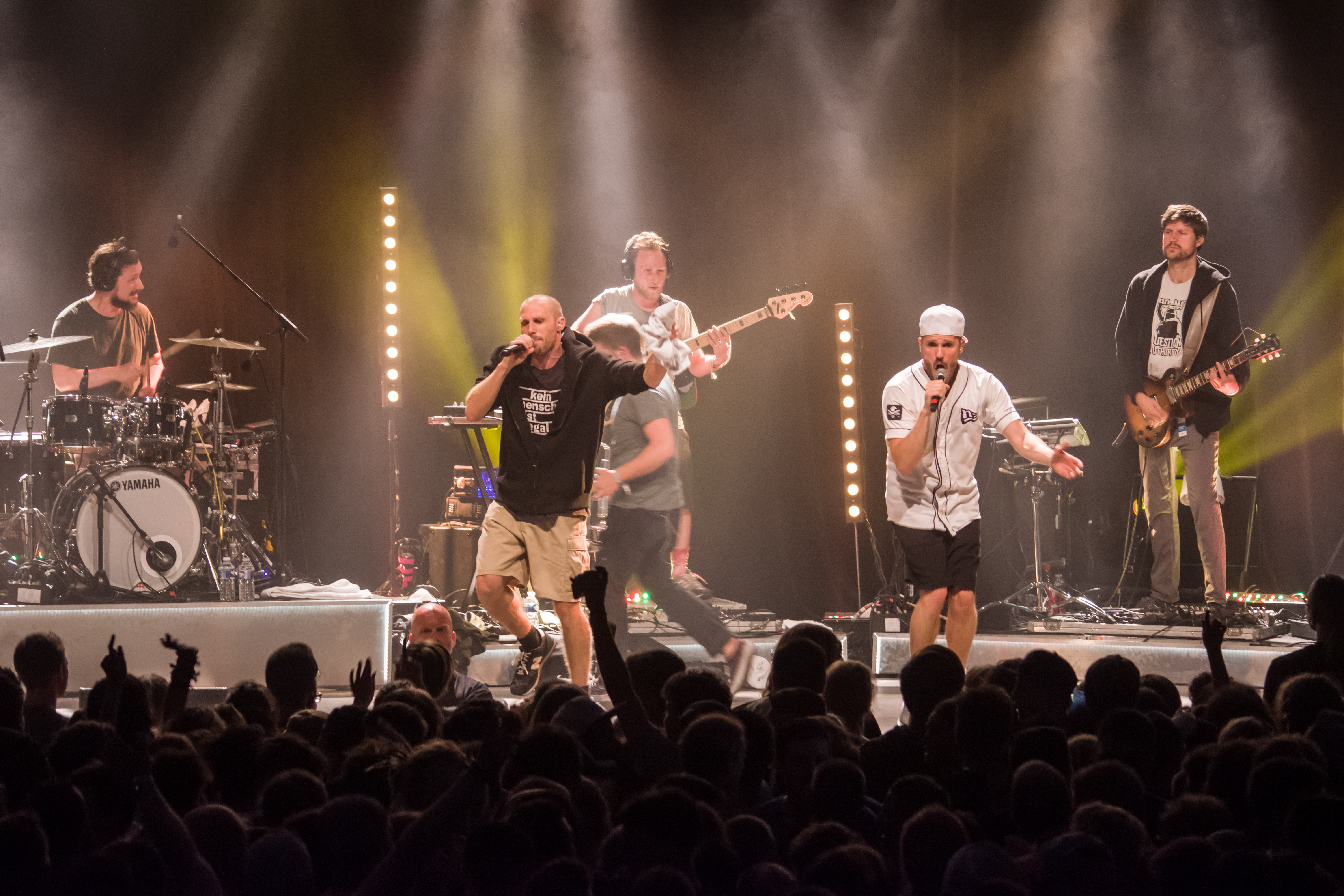
Irie Revoltes. auf dem ZMF 2017 in Freiburg

Irie Révoltés ist eine Heidelberger Band, die von 2000 bis 2017 existierte und sich 2025 für ein Jahr wieder vereinte. Ihre Musik ist beeinflusst von Reggae, Dancehall, Ska, Punk, Elektro und Hip-Hop. Die Band setzt sich in ihren deutschen und französischen Liedtexten mit sozialkritischen Themen auseinander und ist politisch dem linken Milieu zuzuordnen.

## Geschichte
Irie Révoltés wurden im Jahre 2000 in Heidelberg von den Brüdern Pablo „Mal Élevé“ und Carlos „Carlito“ Charlemoine, dem Gitarristen Tobias „idoT“ von Kitzing (geb. Osten), dem Bassisten Conrad Sievers und dem Schlagzeuger Felix „Flex“ Mussell gegründet. Der Vater von Mal Élevé und Carlito stammt aus Frankreich. Irie stammt aus der jamaikanischen Kreolsprache Patois und kann mit „positiv“, „glücklich“ oder „frei“ übersetzt werden. Révoltés heißt auf Französisch „Aufständische“. 

„Unser allererstes Konzert spielten wir im Proberaum eines Heidelberger Jugendzentrums, und danach war uns klar, dass wir weitermachen müssen. Nicht nur wegen dem abgefahrenen Spaß dabei, auch, weil wir schnell gemerkt haben, dass wir hier unsere Messages rüberbringen können.“

In den folgenden Jahren bildete sich die letzte Bandbesetzung heraus. Die Band trat jahrelang auf den Hauptbühnen der großen Festivals in Deutschland, der Schweiz und Tschechien auf und spielte in dieser Zeit über 500 Konzerte in 25 Ländern. Irie Révoltés spielten zudem regelmäßig auf Demonstrationen - unter anderem beim G20-Gipfel vor dem linksautonomen Zentrum Rote Flora - und Benefizveranstaltungen, um politische und soziale Projekte zu unterstützen. Sie haben sich damit „einen Status erspielt, wie ihn zuletzt vielleicht Ton Steine Scherben genossen“ hat.
Ihr Abschiedskonzert gaben sie im Dezember 2017 in Mannheim. Für 2025 verkündete die Band eine einjährige Comeback-Tournee mit Festivalauftritten unter dem Titel Irieunion, die erneut mit einem Abschiedskonzert in Mannheim endet.

„Es ist traurig und hochfrustrierend, dass wir keine neuen Songs geschrieben haben, unsere Texte aber so aktuell wie eh und je sind. [...] Es hatte längere Gespräche gebraucht, mich von einem Comeback zu überzeugen. Gucke ich mir aber die Geschehnisse weltweit oder einfach die Wahlergebnisse bei uns an, merke ich, dass es schon ein richtiger Moment ist, jetzt mit unseren Messages wieder auf der Bühne zu stehen.“

## Stil

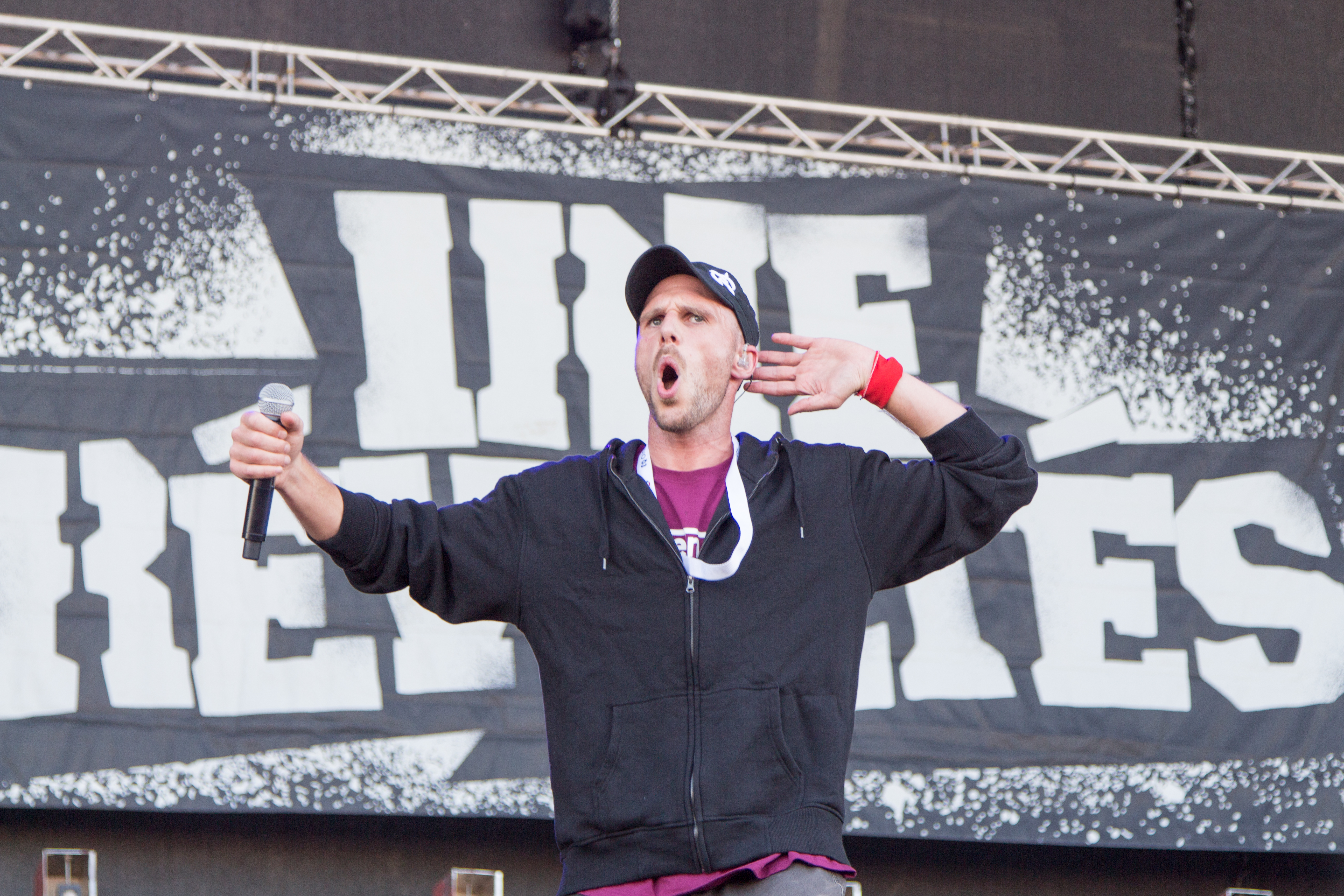
Irie Révoltés am Nova Rock 2014

Die Musik von Irie Révoltés speist sich aus verschiedenen Genres. Unter anderem sind Elemente von Reggae, Dancehall, Hip-Hop, Ska, Punk und elektronischer Musik prägend für die Stilrichtung der Band. Die ersten Vorabveröffentlichungen ihres dritten Longplayers „Mouvement Mondial“ (August 2010), „Zeit ist Geld“ und „Travailler“ im Jahre 2009 lassen sowohl eine deutliche musikalische als auch eine soundtechnische Weiterentwicklung im Vergleich zu ihren früheren Tonträgern erkennen. Für den neuen Sound sind in erster Linie Rock- und Synthesizer-Elemente charakteristisch. Laut Fachpresse erschaffen sich Irie Révoltés auf ihrem dritten Album einen eigenen Stil.

## Soziales Engagement

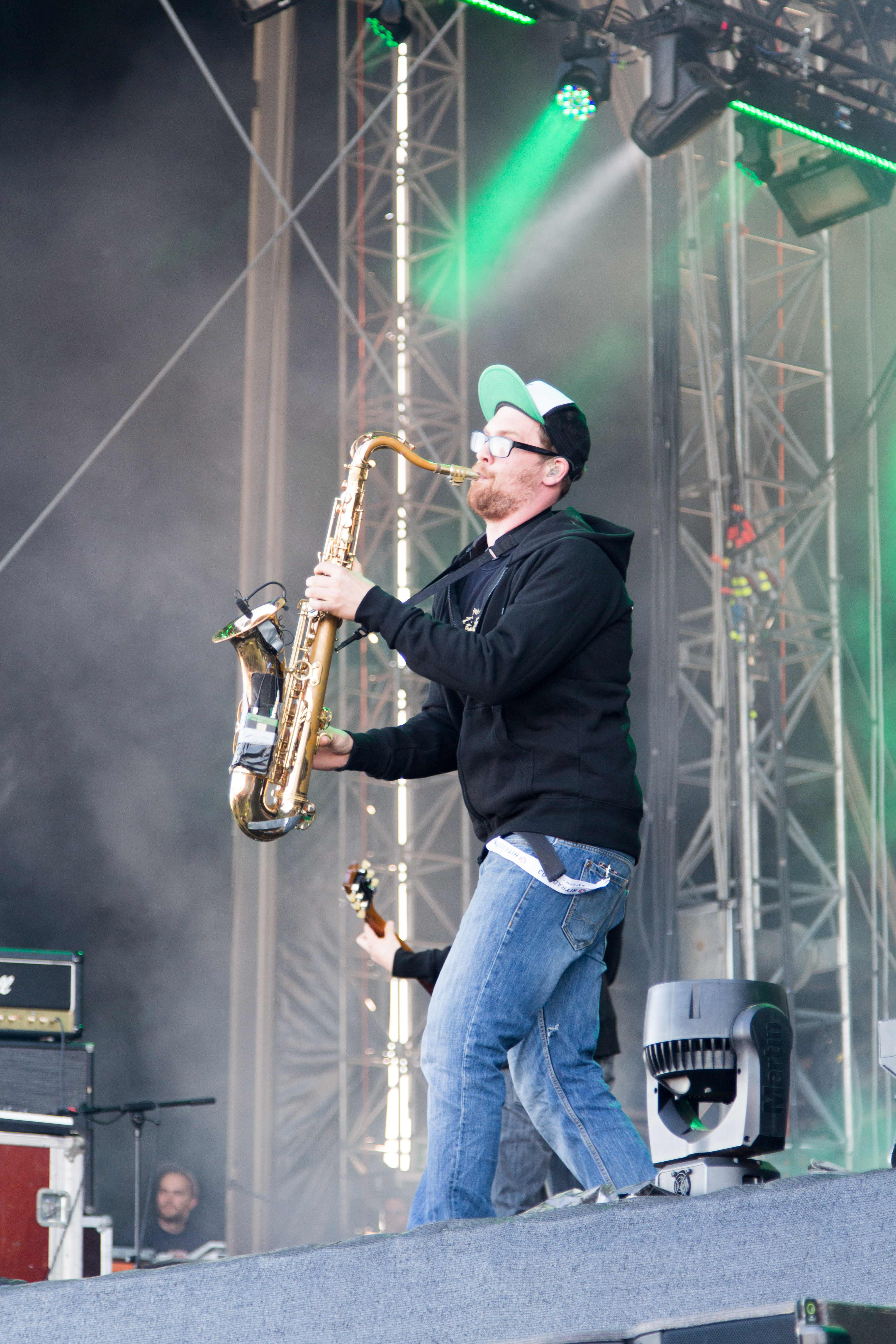
Irie Révoltés am Nova Rock 2014

Nach eigener Aussage verfolgen Irie Révoltés das Ziel, Missstände anzuprangern und gleichzeitig positive Energie zu verbreiten, um mit ihrer Musik einen Anstoß für Veränderung zu geben, und verbinden dies mit eigenem gesellschaftspolitischem und sozialem Engagement. Unter anderem unterstützen sie das Projekt „Respekt!“, das sich „gegen Vorurteile, Rassismus, Homophobie und Sexismus“ wendet und sind im Verein „Viva con Agua de St. Pauli“, der sich für sauberes Trinkwasser im so genannten „globalen Süden“ einsetzt, aktiv. Um dem Anliegen des Hamburger Vereins Gehör zu verschaffen, schrieben Irie Révoltés die Songs „Viva con Agua“ und „Walk With Us“ (u. a. mit Gentleman). Irie Révoltés engagieren sich zudem immer wieder für einzelne Aktionen. Im Herbst 2009 trat die Band beispielsweise mehrfach während des Bildungsstreiks auf und unterstützte die Proteste darüber hinaus gemeinsam mit Chaoze One mit einem Song, den sie kostenlos zum Download anbot. Für die Frankfurter Initiative „Kein Platz für Rassismus“ schrieben Irie Révoltés den Song „Viel zu tun“. Im Mittelpunkt des sozialen Engagements von Irie Révoltés steht „Rollis für Afrika“, das Sänger Mal Élevé im Jahre 2003 mit ins Leben rief. Dieses setzt sich für Menschen mit Behinderung im Senegal ein. Irie Révoltés unterstützt das Projekt unter anderem mit Benefiz-Gigs, Informationsständen auf ihren Konzerten und gezielten Aktionen. Im Frühjahr 2012 wurden Mal Élevé und Carlito in die Jury zur Vergabe des Jugendfriedenspreis der Deutschen Gesellschaft für die Vereinten Nationen (DGVN) berufen. Der 2012 erstmals vergebene Preis dient der Anerkennung und Förderung jugendlichen Engagements im Themenfeld der Vereinten Nationen.
Bei den Konzerten der Irieunion-Tour 2025 gab es jeweils Infostände verschiedener NGOs und Initiativen, beispielsweise der Seebrücke.

## Politik
Die Band versteht sich selbst als linksradikal und vertritt in ihren Songtexten klare Positionen.

„Irgendwo zwischen Reggae, Ska, Punk, Rap und Elektro bewegen sich die von der Heidelberger Band gebotenen Musikstile und sind damit beinahe so vielfältig wie die Gesellschaft, die sie in ihren sozialkritischen Songtexten propagiert. Eine Gesellschaft, die keine kapitalistische ist – die Band versteht sich als klar links und antifaschistisch. [...] Irie Révoltés sehen sich als Teil einer Bewegung, sind Musiker wie Aktivisten gleichzeitig [...]. Künstler:innen hätten gerade für junge Leute eine Vorbildfunktion auch im Politischen, sagt Carlito und freut sich, dass es mittlerweile immer mehr Künstler:innen gibt, die sich klar positionieren: "Wenn Fans einen selbst und die eigene Kunst cool finden, kann man sie nachhaltig erreichen. Musik und Konzerte können wie ein Trojanisches Pferd funktionieren, das die Menschen vielleicht das erste Mal mit linken Themen und Positionen in Kontakt bringt." Früher hätten sie sich als politische Band fast etwas isoliert gefühlt, sagt Mal Élevé. "Heute sind es mehr, die sich äußern und sich dagegenstellen. Das hilft, in dieser dystopischen Zeit nicht aufzugeben." Genau in diesen "dystopischen Zeiten" möchte Irie Révoltés einen Gegenpol bilden, gegen den Rechtsruck in Deutschland und weltweit, gegen Kriege und Militarismus, gegen die ganze Menschenverachtung auf der Welt.“

## Diskografie

### Alben
- 2003: Les deux côtés
- 2006: Voyage
- 2010: Mouvement mondial
- 2012: Irie Révoltés Live (DVD & CD)
- 2013: Allez
- 2015: Irie Révoltés

### Singles
- 2003: On assassine en afrique
- 2005: Mouvement
- 2006: Soleil
- 2008: Viel zu tun
- 2009: Zeit ist Geld
- 2010: Merci
- 2010: Il est là
- 2010: Antifaschist
- 2011: Travailler
- 2013: Allez
- 2013: Continuer
- 2014: Résisdanse
- 2015: Jetzt ist Schluss/Ruhe vor dem Sturm
- 2015: Fäuste hoch (AT: Gold)[16]

### Sonstige Veröffentlichungen
- 2006: Perspectives (Voices of Irie Révoltés & Chaoze One)
- 2006: Kein Bock auf Nazis Samplerbeitrag: Viel zu tun
- 2007: G8 illegal (Chaoze One feat. Mal Élevé)
- 2007: Viva con Agua (freedownload Track mit Schmuf Hamburg feat. Toni-L)
- 2009: Bildungsstreik (Voices of Irie Révoltés & Chaoze One)
- 2013: Laut Sein! (Irie Révoltés feat. Iriepathie)
- 2013: Allez! Beat Remix 2.0 (feat. Sookee)
- 2014: Kein Bock auf Nazis Samplerbeitrag: Antifaschist